# 芳野潔
芳野 潔（よしの きよし、1958年4月6日 - ）は、NHKの元シニアアナウンサー。NHK財団専門委員。

## 人物
広島県立呉三津田高等学校、立教大学卒業後、1983年にNHKへ入局。
秋田放送局、室蘭放送局での勤務を経て、1990年に札幌放送局へ赴任。その後、新潟放送局、東京アナウンス室、青森放送局、広島放送局などに勤務し、スポーツ実況や報道リポーター、『なるほど経済』のキャスターなどを担当した。1993年の北海道南西沖地震発生時には札幌のスタジオから、2003年の十勝沖地震発生時には東京のスタジオからそれぞれ地震の第一報を伝える。
2009年からは日本語センターに所属し、2017年度から『ラジオ深夜便』の第1・3水曜アンカーを務める。2023年6月30日付で定年退局した。

## 現在の出演番組
- ラジオ深夜便（2017年4月 - 、ラジオ第1・NHK-FM） - アンカー（第1・3水曜）
- ラジオニュース（不定期、ラジオ第1・NHK-FM） ※主に月曜日

## 過去の出演番組
- FMリクエストアワー（室蘭・秋田局時代、NHK-FM）
- 北海道中ひざくりげ（室蘭局時代、総合）
- にいがたニュース街道（総合）
- なるほど経済（東京アナウンス室時代、総合）
- アナウンス副部長（青森局時代）
- NHK BSニュース（不定期、BS1）
- 定時のラジオニュース（2022年5月23日、ラジオ第1・NHK-FM） - 13時・15時・16時・17時台キャスター